# Тероподи
Теропо́ди (Theropoda) — підряд ящеротазових динозаврів. Двоногі тварини, найпоширеніші наземні хижаки мезозою. Хоча більшість представників були м'ясоїдними, ряд груп розвинув рослиноїдність або всеїдність, протягом крейдяного періоду (наприклад, теризинозаври). Тероподи вперше з'явилися в карнійську епоху тріасу близько 220 мільйонів років тому і були єдиними великими наземними хижаками раннього юрського періоду і до кінця крейдового періоду. Сьогодні, представниками клади тероподів є птахи, які еволюціонували в пізньому юрському періоду від невеликих целурозаврових динозаврів.

## Еволюційна історія
Протягом пізнього тріасу, ряд примітивних прототероподів і тероподів існували та розвивали пліч-о-пліч.

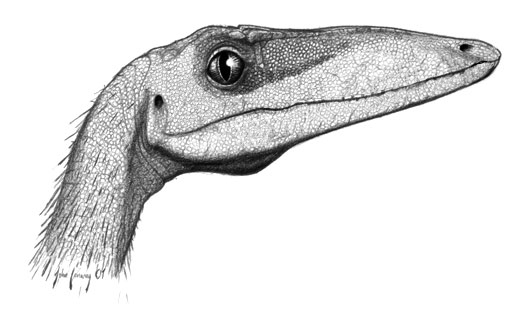
Профіль целофіза

Найпримітивнішими відомими точно тероподами (або альтернативно, Eutheropods — справжні тероподи) є целофізоїди. Целофізисові (Coelophysis, Megapnosaurus) були групою легких, стадних тварин. Вони включали маленьких мисливців подібних до Coelophysis і більших (6 метрів) хижаків схожих до Dilophosaurus. Ці тварини існували від пізнього карнію (пізній тріас) до тоару (рання юра). Хоча в ранніх кладистичних класифікаціях вони були включені до групи Ceratosauria і розглядалися як бічна гілка більш розвинутих тероподів (наприклад, Rowe і Gauthier 1990), вони могли бути предками всіх інших тероподів.
Частково прогресивніші справжні Ceratosauria (включаючи Ceratosaurus і карнотаврів) з'явилися протягом ранньої юри та існували до пізньої юри у Лавразії. Вони досить добре конкурували з їхніми розвинутішими родичами тетанурами й — у виді гілки абелізаврових — дожили до кінця крейди у Гондвані.
Тетанурів поділяють на мегалозавроїдів (Megalosauroidea, альтернативно Spinosauroidea або Torvosauroidea) і Avetheropoda. Вони були типовими для середньої юри⁣, але існували до середини крейди. Аветероподи були спорідненіші з птахами, чи принаймні мали багато з ними спільних ознак. Їх поділяють на Carnosauria і Coelurosauria, велику та різноманітну групу динозаврів, яка була особливо поширена протягом крейди.

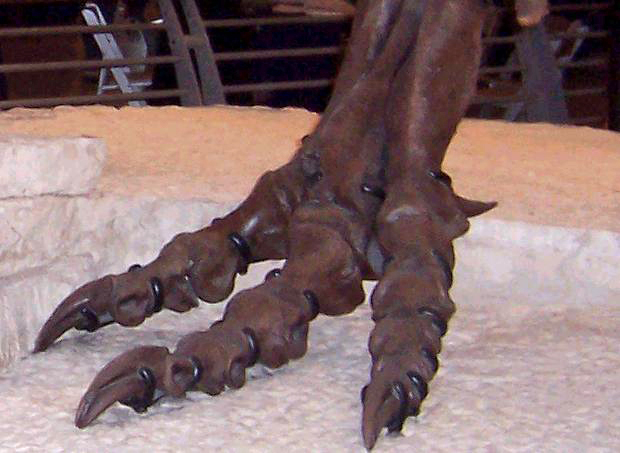
Нога тиранозавра, трипала, як у всіх тероподів

У пізній юрі було не менше чотирьох головних груп тероподів: цератозаври, мегалозаври (або торвозаври), карнозаври і целурозаври. Усі чотири групи проіснували до крейди, але тільки дві — абелізаври і целурозаври — дожили до кінця періоду, будучи географічно розділеними — абелізаври в Гондвані, і целурозаври в Азіамериці.
З усіх груп тероподів целурозаври були найрізноманітнішими. Деякими кладами целурозаврів, що процвітали протягом крейди були: тиранозаврові, маніраптори (дромеозаврові, троодонові, овірапторозаврії, теризинозаврові) та орнітомімові. Нащадками манірапторів є птахи.

## Таксономія

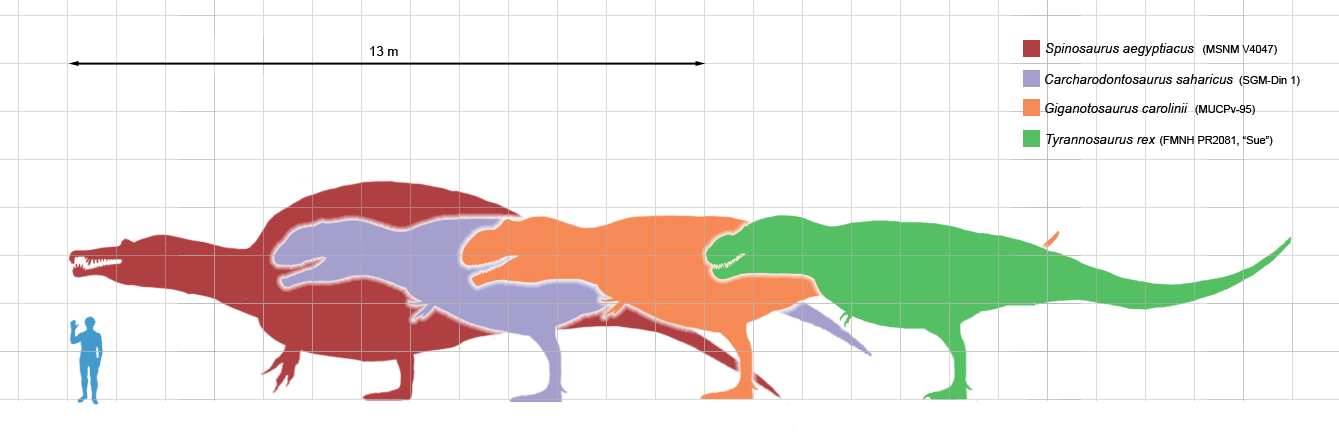
Порівняння розмірів деяких гігантських тероподів

### Класифікація
- Ряд Saurischia
  - Підряд Theropoda
    - Agnosphitys
    - Chindesaurus
    - Guaibasaurus
    - Надродина Coelophysoidea
    - Інфраряд Ceratosauria
      - Родина Ceratosauridae
      - Надродина Abelisauroidea

    - Клада Tetanurae
      - Cryolophosaurus
      - Надродина Megalosauroidea
        - Родина Megalosauridae
        - Родина Spinosauridae

      - Інфраряд Carnosauria
        - Надродина Allosauroidea

      - Клада Coelurosauria
        - Родина Coeluridae
        - Родина Compsognathidae
        - Надродина Tyrannosauroidea
        - Інфраряд Ornithomimosauria
          - Родина Alvarezsauridae
          - Родина Ornithomimidae

        - Клада Maniraptora
          - Родина Scansoriopterygidae
          - Інфраряд Deinonychosauria
            - Родина Dromaeosauridae
            - Родина Troodontidae

          - Інфраряд Oviraptorosauria
            - Родина Caenagnathidae
            - Родина Caudipteridae
            - Родина Oviraptoridae

          - Інфраряд Segnosauria (= Клада Therizinosauria)
            - Родина Therizinosauridae

### Філогенія
```
Theropoda

|--
Agnosphitys

|--
Guaibasaurus

|--
Chindesaurus

`--
Neotheropoda

   |--
Coelophysoidea

   |--
Ceratosauria

   |  `--
Neoceratosauria

   |     |--
Ceratosauridae

   |     `--
Abelisauroidea

   `--
Tetanurae

      |--
Condorraptor

      |-?
Cryolophosaurus

      |-?
Sinosaurus

      `--+--
Xuanhanosaurus

         |--
Spinosauroidea

         |  |--
Megalosauridae

         |  `--
Spinosauridae

         `--
Avetheropoda

            |--
Carnosauria

            |  `--
Allosauroidea

            |     |--
Sinraptoridae

            |     |--
Allosauridae

            |     `--
Carcharodontosauridae

            `--
Coelurosauria

               |--
Compsognathidae

               |--
Tyrannosauroidea

               `--
Maniraptoriformes

                  |--
Ornithomimoidea

                  |  |--
Ornithomimosauria

                  |  `--
Alvarezsauridae

                  `--
Maniraptora

                     |--
Oviraptoriformes

                     |  |--
Therizinosauria

                     |  `--
Oviraptorosauria

                     `--
Paraves

                        |--
Deinonychosauria

                        |  |--
Dromaeosauridae

                        |  `--
Troodontidae

                        |  `--
Overoraptor

                        |  `--
Rahonavis

                        |  `--
Scansoriopterygidae

                        |  `--
Palaeopteryx

                        |  `--
Anchiornithidae

                        `--
Aves
```

## Найбільший теропод
Гігантські тероподи були найбільшими наземними хижаками за історію Землі й одночасно найбільшими двоногими тваринами. Довгий час найбільшим хижим динозавром вважався тиранозавр, який був найбільшим і найвідомішим тероподом для загальної публіки протягом багатьох десятиліть. На сьогодні описано ряд інших гігантських м'ясоїдних динозаврів (наприклад спинозавр, кархародонтозавр, гіганотозавр, тарбозавр), які дорівнювали або й перевершували його розмірами.